# Иткульская культура
Иткульская культура — археологическая культура раннего железного века (1-го тысячелетия до н. э.) на Среднем и Южном Приуралье (в основном в Зауралье, в бассейнах рек Ай и Уфа — в Предуралье). 

## История изучения
Названа по раскопкам городища Иткульское I (Даутовское I) на озере Иткуль в Верхнеуфалейском районе Челябинской области. Выделена отдельно в 1950-1960-х годах.

## География
Первые находки культуры были обнаружены на территории Челябинской области. В дальнейшем городища были обнаружены и в других местах, к примеру на озере Иртяш (некоторые из городищ), Малом Вишнёвом острове (Аргазинское водохранилище), Петрогроме (Свердловская область) и т. д. Различают западный (уральский) и восточный (притобольский) варианты. Формировалась в лесостепной зоне, на стыке лесной, горно-таёжной и степной зон Приуралья.
Население относилось к финно-угорской группе.

## Происхождение
Истоком Иткульской культуры были межовская и бархатовская культура, которые испытали влияние гамаюнской культуры.
К 3 в. Иткульскую культуру сменили гороховская культура и Саргатская культура.

## Культурные связи
Население Иткульской культуры взаимодействовало как с савроматами на юге, так и с племенами ананьинской культуры на западе.

## Материальная культура
Характеризуется развитием укреплённых городищ, развитой металлургии (медь, бронза, железо), торговыми отношениями продуктами металлургии с населявшими территории Западной Сибири, Северно-казахстанских степей, Южного и Западного Урала. При раскопках обнаруживают мечи-акинаки скифского типа.
Городища иткульской культуры имеют от 1 до 4 площадок, в элементах керамики наблюдается заимствования из гамаюнской культуры бронзового века. Различают также смешанную гамаюно-иткульскую культуру.

## Духовная культура
Оружие, украшения, предметы культа имеют ярко выраженные черты скифо-сакского стиля.

## Экономика
Характерны охота (косуля, лось, сев. олень), рыболовство, скотоводство (коневодство).